# Сорокопуд бірманський
Сорокопуд бірманський (Lanius collurioides) — вид горобцеподібних птахів родини сорокопудових (Laniidae).

## Поширення
Вид поширений в Південно-Східній Азії (південний схід Бангладеш, М'янма, Таїланд, Лаос, В'єтнам, схід Камбоджі, Південний Китай). Його природними середовищами існування є субтропічний або тропічний вологий низинний ліс та субтропічний або тропічний вологий гірський ліс.

## Опис
Птах завдовжки 19-21 см, вагою 26 г. Це птахи з міцною і масивною зовнішністю з досить великою і овальною головою, міцним і гачкуватим дзьобом, міцними і досить короткими ногами, короткими і округлими крилами і досить довгим тонким хвостом з квадратним кінцем. Має темно-сіро-чорнувата шапочку (лоб, тім'я і потилицю). Чорна лицьова маска йде від боків дзьоба до вух і до верхньої частини щік. Горло, по боках шиї, груди, живіт і по боках тіла оперення білого кольору. Спинка і крила коричневого кольору. Хвіст чорний. Очі темно-карі, ноги сіро-чорні, а дзьоб сірий з чорнуватим кінчиком.